# Voltampere
El voltampere (símbol: VA) és la unitat de mesura de la potència aparent (S) en un sistema elèctric de corrent altern.
Un circuit de corrent altern monofàsic transporta una potència aparent d'un voltampere quan circula per ell un corrent eficaç (I) d'1 ampere amb una diferència de potencial eficaç (V) d'un volt.
A un circuit monofàsic:
{\displaystyle S=V\cdot {I}}
A un circuit trifàsic:
{\displaystyle S={\sqrt {3}}\cdot V\cdot I}
Quan la potència reactiva (Q) és igual a zero, es compleix que la potència aparent (S) és igual a la potència activa (P). A aquests casos el voltampere (VA) és equivalent al watt (W).

## Voltampere reactiu
El voltampere reactiu (símbol: var) és la unitat de mesura de la potència reactiva (Q) en un sistema elèctric de corrent altern.
Quan la potència activa (P) és igual a zero, es compleix que la potència aparent (S) és igual a la potència reactiva (Q). A aquests casos el voltampere reactiu (var) és equivalent al voltampere (VA).